# موریانه‌ایان

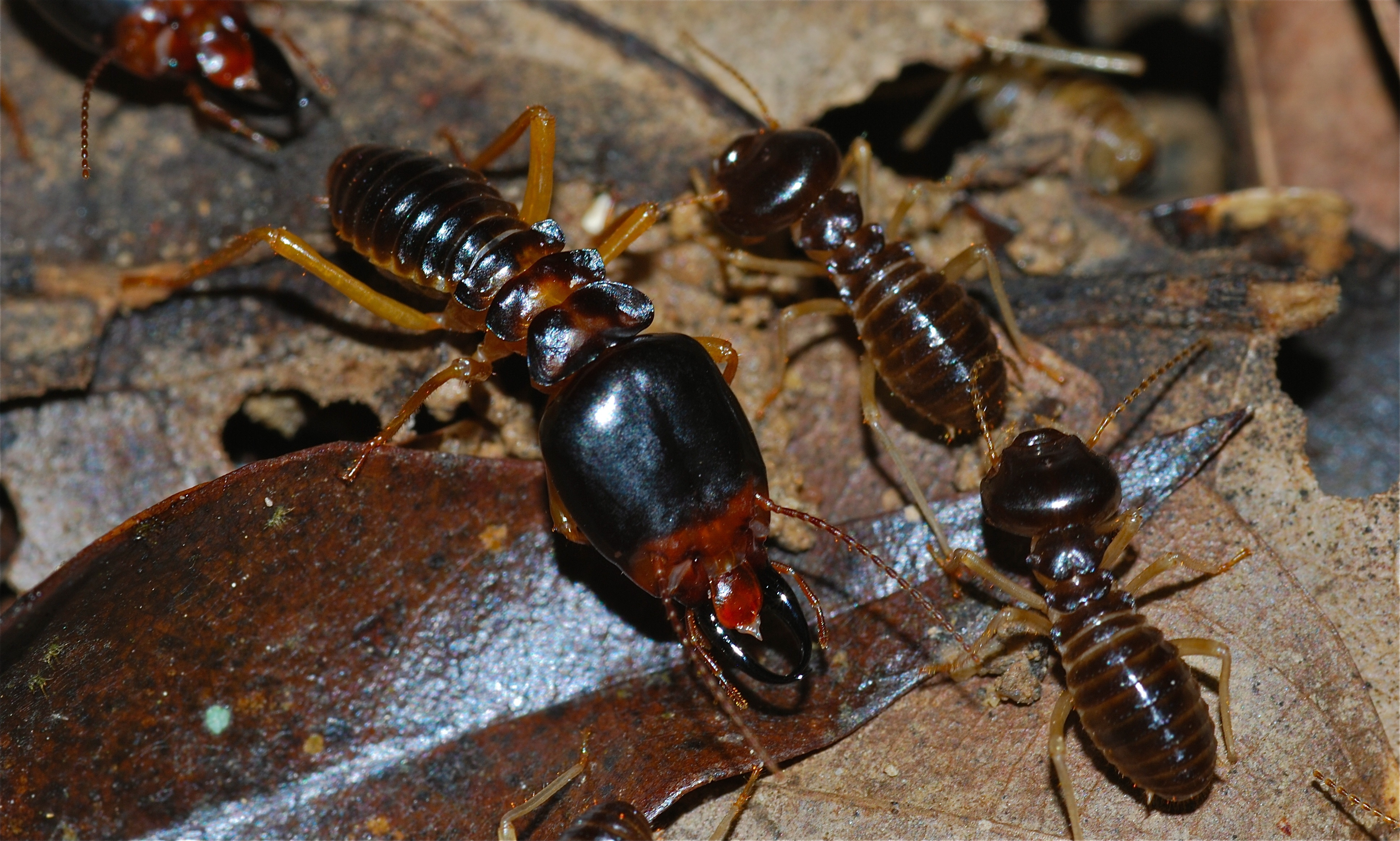
نوعی جاندار از دسته موریانه ایان

موریانه‌ایان (به لاتین: Termitinae) یک زیرخانواده از موریانه‌ها است. Amitermes و برخی دیگر از سرده‌ها در گذشته در سردهٔ Amitermitinae جای دارند، با برخی از بررسی‌کنندگان استدلال می‌کنند که دومی دارای ویژگی‌های ریخت‌شناسی متمایز و «برخی ویژگی‌های مهمی است که بر خاک تأثیر می‌گذارد».
سردهٔ Drepanotermes به عنوان موریانه دروگر استرالیایی نیز شناخته می‌شود. این موضوع در تئوری‌های ایجاد پدیده‌ای به نام «دایره‌های پری» (تکه‌های دایره‌ای از زمین‌های بایر از گیاهان) در منطقه پیلبارا در استرالیای غربی نقش داشته‌است.